# Эрскин, Чед
Чед Эсме Эрскин (англ. Chad Esme Erskine, родился 1 августа 1980 года в Питермарицбурге) — американский регбист южноафриканского происхождения, выступавший на позиции скрам-хава.

## Биография

### Игровая карьера
Выступал в любительских и профессиональных клубах на протяжении 10 лет. В американской Суперлиге играл за команду «Чикаго Лайонз», в конце 2004 года стал игроком клуба «Санта-Моника» из одноимённого города в штате Калифорния, с ней выиграл Первый дивизион чемпионата США по регби в 2005 году. В межсезонье перешёл в команду «Олд Мишн Бич Атлетик Клаб» и с ней выиграл Суперлигу в июне 2006 года.
В 2006 году перешёл в команду «Ватерлоо» из первого дивизиона Англии, хотя перед этим вёл переговоры о переходе в «Ротерем», где уже были три полузащитника; выступал за неё в 2007 году. В 2008 году всё же сыграл за «Ротерем».
За сборную США сыграл 10 матчей, набрав 5 очков благодаря одной попытке. Дебютировал 12 августа 2006 года матчем против Канады в Сент-Джонсе, последнюю игру провёл 22 ноября 2008 года против Японии. Попал в заявку на чемпионат мира 2007 года, где сыграл 4 встречи в рамках группового этапа против Англии, Тонга, Самоа и ЮАР). В 2006 году также играл за сборную США по регби-7.

### Вне регби
Вне регби работает пожарным на Северо-Западном побережье США; некоторое время комментировал матчи по регби. Владеет английским, африкаансом и зулу; окончил Марицбургский колледж. Отец, брат и сестра профессионально занимались спортом. Супруга — Джейми, есть дочери Элис и Пайпер. Также работает в компании по вопросам недвижимости Theory Real Estate.